# Burgmuseum Parsberg
Das Burgmuseum Parsberg befindet sich in den ehemaligen Stallungen der Burg Parsberg in Parsberg in der Oberpfalz. Das Museum präsentiert auf etwa 1200 m² Fläche die Geschichte der Region sowie geologische Entwicklungen.
Die regionale kulturhistorische Lebenswelt der Umgebung wird durch Exponate aus Handwerk, Textilien, sakralen Devotionalien und regionaler Kunst abgebildet. Eine Etage setzt sich mit dem Themenfeld Nationalsozialismus auseinander. Originaldokumente beleuchten die Auswirkungen der NS-Diktatur auf die Region.

## Geschichte des Museums
Die Anfänge des Museums auf Burg Parsberg reichen bis in das Jahr 1925 zurück, als Oberlehrer Singer aus Parsberg im Oberen Schloss ein Heimatmuseum gründete.
Im Jahr 1981 entschieden sich 70 Bürgerinnen und Bürger aus Parsberg zur Gründung des Fördervereins Burgmuseum Parsberg. Ziel war es, die Burg nicht nur als markantes Wahrzeichen im Ortsbild sichtbar zu machen, sondern auch als historisches Gebäude mit kulturellem Leben zu füllen. Den Auftakt bildete im selben Jahr eine erste, provisorische Ausstellung.
Die Grundlage für die heutige Museumssammlung bildet die sogenannte Sammlung Spörer, die mit derjenigen von Oberlehrer Singer zusammengeführt wurde. Friedrich Spörer, Lehrer und Kreisheimatpfleger von Hohenburg, wurde am 9. April 1896 in Altfalter geboren und verstarb am 15. Januar 1972 in Hohenburg. Seine ursprünglich im Rathaus von Hohenburg untergebrachte Sammlung umfasste zahlreiche heimatkundliche Objekte, Manuskripte und Bücher. Aufgrund ihres Umfangs wurde sie nach Parsberg verlagert, da die Räume der Burg erheblich mehr Platz für die Präsentation der Exponate boten.
Unter der Leitung des damaligen Museumsleiters Theo Döllinger und des Vorstandsvorsitzenden Helmut Jobst entstanden schließlich zwei Abteilungen des Museums: die kulturgeschichtliche Abteilung und die Ausstellung „Nationalsozialismus am Land“.
2008 wurde Ernst Olav vom Stadtrat als Museumsleiter und damit zum Nachfolger von Theo Döllinger berufen. In seiner Amtszeit wurde der Aufbau des Museums abgeschlossen und die damals noch fehlenden Abteilungen Erd-, Vor- und Frühgeschichte,  Herren von Parsberg und Stadtgeschichte aufgebaut. 2023 übernahm Hans Skalet den Vorsitz des Fördervereins und entwickelte das Museumspädagogische Konzept des Museums, was zu einer Zusammenarbeit mit Schulen im Umland führte.

## Historische Abteilung
In der Abteilung Frühgeschichte werden Artefakte aus der Vorgeschichte der Region Parsberg bis zur frühen Neuzeit ausgestellt, die die Entwicklung der Region und das Leben der Menschen in dieser Zeit veranschaulichen. Der Bereich zur Parsberger Ritterschaft beleuchtet die Geschichte des Adelsgeschlechts der Parsberger, das erstmals 1224 urkundlich erwähnt wurde und zeigt deren Einfluss und Bedeutung in der Region. Die Abteilung Stadtgeschichte dokumentiert die Entwicklung der Stadt von ihren Anfängen bis zur Gegenwart und bietet Einblicke in prägende Ereignisse und Persönlichkeiten.

## Kulturhistorische Abteilung
In dieser Abteilung werden die handwerklichen Techniken und landwirtschaftlichen Methoden vergangener Zeiten dargestellt. Besucher können Einblicke in das traditionelle Leben und Arbeiten der Menschen in der Region gewinnen. Die Ausstellung zum Wohnen zeigt, wie sich die Wohnkultur um Parsberg im Laufe der Jahrhunderte entwickelt hat, während die liturgischen Exponate die regionalen religiösen Bräuche und Praktiken beleuchten.
Der Bereich regionale Malerei widmet sich den Werken von Sigmund Spitzner senior, Walter Scheidemandel und Otto Bachmaier.

## Nationalsozialismus am Land
Die Museumsabteilung Nationalsozialismus am Land bietet eine Sammlung von Exponaten, die die Zeit vom Ersten Weltkrieg über die Weimarer Republik bis hin zum Nationalsozialismus abdecken. Gezeigt werden Frontberichte, die das Leben und die Erfahrungen der Soldaten in den beiden Weltkriegen dokumentieren. Die Abteilung beleuchtet auch die Zwangsarbeit und gibt Einblicke in das Leben in Parsberg unter dem Hakenkreuz. Das Museum nutzt didaktische Aufbereitungen und historische Zusammenhänge, um die Geschichte lebendig und erlebbar zu machen.

## Ausgewählte Exponate

### Parsberger Gewandfibel (Replik)
Bei der Parsberger Maskenfibel handelt es sich um einen Bronzeguss aus der Frühlatènezeit zwischen 500 und 400 v. Chr. Sie wurde im 19. Jahrhundert bei Parsberg in einem Gräberfeld gefunden. Das Original befindet sich aus versicherungs- und sicherheitstechnischen Gründen im Germanischen Nationalmuseum in Nürnberg und ist ein herausragendes Beispiel für die Kunstfertigkeit der Latènekultur des 5. Jahrhunderts v. Chr. mit europaweiter Provenienz. Diese nur 9 cm große Fibel ist ein außergewöhnliches Zeugnis frühkeltischen Kunsthandwerks und stellt wohl ein Fabelwesen dar. Wer der Träger der Parsberger Maskenfibel war, lässt sich wegen fehlender Befunde nicht bestimmen. Man kann jedoch annehmen, dass diese aufwändig gearbeitete Fibel einer gesellschaftlich höher gestellten Person ins Grab mitgegeben wurde.

### Epitaph  Hans II, Ritter von Parsberg (Replik)
Der Tod von Hans, einem der wichtigsten Vertreter des Parsberger Adelsgeschlechtes, im Jahr 1469 wurde auf seinem kunstvoll gestalteten Epitaph aus Untersberger Marmor in der Pfarrkirche St. Andreas zu Parsberg verewigt. Es zeigt ihn in voller Rüstung mit dem Wappen der Parsberger und den Insignien von vier mittelalterlichen Ritterorden – darunter der Drachenorden, Lindwurmorden, Schuppenorden und möglicherweise ein seltener Orden aus dem Umfeld des Grafen von Savoyen. In den Ecken sind vier Wappen angebracht, und neben dem Wappen unten links befindet sich die Beischrift „frave“, die sich vermutlich auf die Frau des Verstorbenen bezieht. Die Gesichtszüge des Dargestellten lassen vermuten, dass sie nach einer Totenmaske gefertigt wurden.
Das Epitaph trägt die Inschrift: „Herr Hans von Parsberg, Ritter, Stifter der Pfarrei zu Parsberg starb anno 1469 am Pflanztage vor Gregori.“
Da sich das Original fest mit Kirchenwand verbaut links des Chorbogens in St. Andreas befindet, stellt das Burgmuseum Parsberg eine Replik aus.

### Hallstattzeitliche Funde von Granswang
Das hallstattzeitliche Gräberfeld von Granswang befindet sich in der Gemarkung Raitenbuch, in der Flur „Gebert“, die im Volksmund „Gebertswiese“ genannt wird.
Hügelgräber bei Granswang wurden in den dortigen Äckern bereits seit 1971 vermutet. Im Jahre 1987 fand man erstmals große Mengen ausgeackerter Scherben. Nach einer erfolgreichen Versuchsgrabung, die zwei Ganzkörperbestattungen mit mehreren Gefäßen als Beigaben zu Tage förderte, genehmigte das Landesamt für Denkmalpflege daraufhin eine offizielle Grabung. Die Grabung dauerte bis 1993. 1995 führte dann die "AGRICOLA" (Arbeitsgemeinschaft für Kultur- und Naturgeschichte e. V.) die Grabung fort. AGRICOLA pachtete den Acker und führte mit Genehmigung des Landesamtes für Denkmalpflege Grabungsarbeiten bis zum 17. November 2003 durch. Es wurden Männer-, Frauen- und Kindergräber freigelegt. Die Grabbeigaben reichten von ganzen Geschirrsätzen, farbige Glasperlen, Bernsteinperlen und Bronzeschmuck bis hin zu Rasseln und kleinen Tiergestalten aus Ton und Bronze. Neben schwarz- und rotgebrannten Urnen fand man auch weißtonige bemalte Gefäße. Bei der weißen Keramik handelt es sich um eine regionale Besonderheit des Parsberger Riffzuges. Die Granswanger Urnen und Schalen sind aus grauem Ton gefertigt, der sich beim Brennvorgang weiß verfärbt. Der hohe Eisenoxidgehalt des regionalen Tones führt bei hohen Temperaturen dazu, dass dieser seine Farbe ändern kann. Die Gefäßoberflächen wurden mit roten und dunkelbraunen Erdfarben sowie schwarzem Birkenpech bemalt.

### Kalksteindach-Modell
Da sich die Ziegeldeckung eines Hauses bis in die Neuzeit sehr kostenintensiv gestaltete, bot das das Steindach eine deutlich kostengünstigere Alternative. Die Deckung konnte vor Ort im Jura hergestellt werde und die Transportwege waren somit relativ kurz.
Das Steindach oder sog. Legdach setzte aufgrund des hohen Deckungsgewichtes einen soliden Dachstuhl und starke Mauern voraus. Es bestand aus etwa ein Zentimeter dicken Kalksteinplatten, die in mehreren Lagen übereinander direkt auf die Unterkonstruktion aufgelegt wurden. Diese bestand meist aus gespaltenen jungen Birkenstämmen, die man mit der flachen Spaltseite an den Dachstuhl montierte. Die halbrunde Seite der Jungstämme war so nach oben ausgerichtet und erleichterte das Einlegen der Steinplatten.
Das Modell im Maßstab 1:1 stellt den Ausschnitt eines historischen Daches dar, das mit Kalksteinplatten gedeckt ist. Solche Dächer waren besonders in Gebieten mit guter Verfügbarkeit von Kalkstein wie dem Oberpfälzer Jura üblich, da der Stein durch sein Gewicht und seine Haltbarkeit ohne zusätzliche Befestigung einfach aufgelegt („gelegt“) werden konnte – daher der Name „Legdach“. Diese Art der Deckung prägte bis in die Neuzeit die Hauslandschaften der Region des Jura.

### Ehemalige Marktbefestigung
Bei der Betrachtung des Urkatasters kann man erkennen, dass der alte Parsberger Ortskern von einer Mauer umschlossen wurde, die fast genau ein rechtwinkliges Dreieck ausbildet. Ihr Verlauf beginnt am Westflügel der unteren Burg und führt in gerader Linie bergab bis hin zum ehemaligen Brauhaus, wo sich ein Brunnen sowie die „Brauhüll“ befanden. Von dort aus knickt die Befestigung in scharfem Winkel nach Osten an der jetzigen Lupburger Straße entlang ab. Die nordseitige Bebauung der Lupburger Straße entspricht dem Verlauf der alten Mauer noch recht genau. Die Wehranlage endete am Anwesen Hegelein, welches etwa der Lage des heutige Farbengeschäfts Vatter entspricht. Von dort aus bog die Mauer den Burgberg hinauf ab bis zum heute noch erhaltenen Mauerabschnitt beim Pfarrgarten. Oberhalb schloss sich der Ortsbefestigung noch der Schlossgarten an, welcher ebenfalls von einer bis heute erhaltenen Wehrmauer eingesäumt wurde.
Die gesamte Maueranlage schützte die Burg, den dazugehörigen Marktflecken, den Wasserbrunnen am Brauhaus und die Gartenanlage der Burg, die im Belagerungsfall als landwirtschaftliche Nutzfläche diente. Die Bewässerung war durch den etwas oberhalb gelegenen Brunnen der Burg gewährleistet. Vier Tore vervollständigten die Befestigungsanlage.

### Graf Zeppelin über Parsberg 1936
Das Starrluftschiff LZ 127 „Graf Zeppelin“ gilt als das erfolgreichste Verkehrsluftschiff seiner Zeit. Es unternahm zwischen 1928 und 1937 insgesamt 590 Flüge, bevor es ausgemustert wurde. Mit einer Länge von 236,6 m und einer Breite von 30,5 m konnte der Zeppelin bis zu 25 Passagiere mit einer maximalen Reisegeschwindigkeit von 128 km/h befördern.
Das Luftschiff stellte sich als so zuverlässig heraus, dass es bald durch zahlreiche spektakuläre Fahrten, wie die 20-tägige „Weltfahrt“ und die „Polarfahrt“ berühmt wurde. Auch hielt es über mehrere Jahre einen regelmäßigen Transatlantikverkehr aufrecht.
Im Jahr 1936 benutze das NS-Regime die Graf Zeppelin, zusammen mit seinem Schwesterschiff der Hindenburg auf der „Deutschlandfahrt“ als Propagandaträger um die deutsche Wählerschaft bei der Reichstagswahl 1936 geschlossen hinter sich zu einen.
Der Überflug von Parsberg ist in unserem Museum auf einem seltenen Foto dokumentiert.

### Färben und Drucken
Wenn die fertigen Stoffe aus Webstuhl kamen, konnten sie eingefärbt werden.
Das Färben ist eine sehr alte Technik und ist bereits 1500 v. Chr. als Purpurfärberei für hochwertige Stoffe im Mittelmeerraum nachweisbar. Im 8. Jahrhundert n. Chr. befahl Kaiser Karl d. Gr. den Anbau der Färberpflanzen Waid (blau) und Krapp (rot). Der Purpurfarbstoff wurde im späten Mittelalter durch roten Farbstoff aus Kermesläusen (Kardinalrot), der blaue Waidfarbstoff ab dem 16. Jahrhundert durch kräftigeren Indigo ersetzt. Seit dem Mittelalter war die Färberei in Europa zunftmäßig organisiert. Durch die Gründung von Manufakturen und die Industrialisierung verlor die Zunft an Einfluss. Mit der Entwicklung und Einführung von künstlich hergestellten Anilinfarben seit Mitte des 19. Jahrhunderts verlor das traditionelle Färberhandwerk an Bedeutung.
In ländlichen Bereichen konnten sich Färbereien zum Teil bis in die späten 1930er Jahre halten.

### Eisenbahndiorama (Zeitstellung 1950er Jahre) aus dem Verkehrsmuseum Nürnberg
Ein kleines Bahnhofsgebäude, zerbombte Fabrikmauern, verbogene Schienen, Trümmer und emsige Bautrupps – was aussieht wie eine Miniaturszene aus einem Film, ist in Wirklichkeit ein eindrucksvolles Modell: ein Diorama, das den fiktiven Alltag eines Bahnhofs in der deutschen Nachkriegszeit zeigt. Es stammt ursprünglich aus dem DB-Museum Nürnberg und ist nun als besonderes Exponat im Burgmuseum Parsberg zu sehen.
Das Diorama wurde 1985 im Rahmen des 100-jährigen Jubiläums des DB-Museums gebaut. Es war Teil einer Serie von fünf Anlagen, die jeweils denselben imaginären Bahnhof in verschiedenen Epochen darstellten – von 1840 bis 1985. Das heute in Parsberg ausgestellte Modell zeigt ein Szenario nach dem Zweiten Weltkrieg mit beschädigter Infrastruktur. Ein Trümmerfeld, das sinnbildlich für den Zustand vieler Orte in Deutschland jener Zeit steht.

## Siehe auch

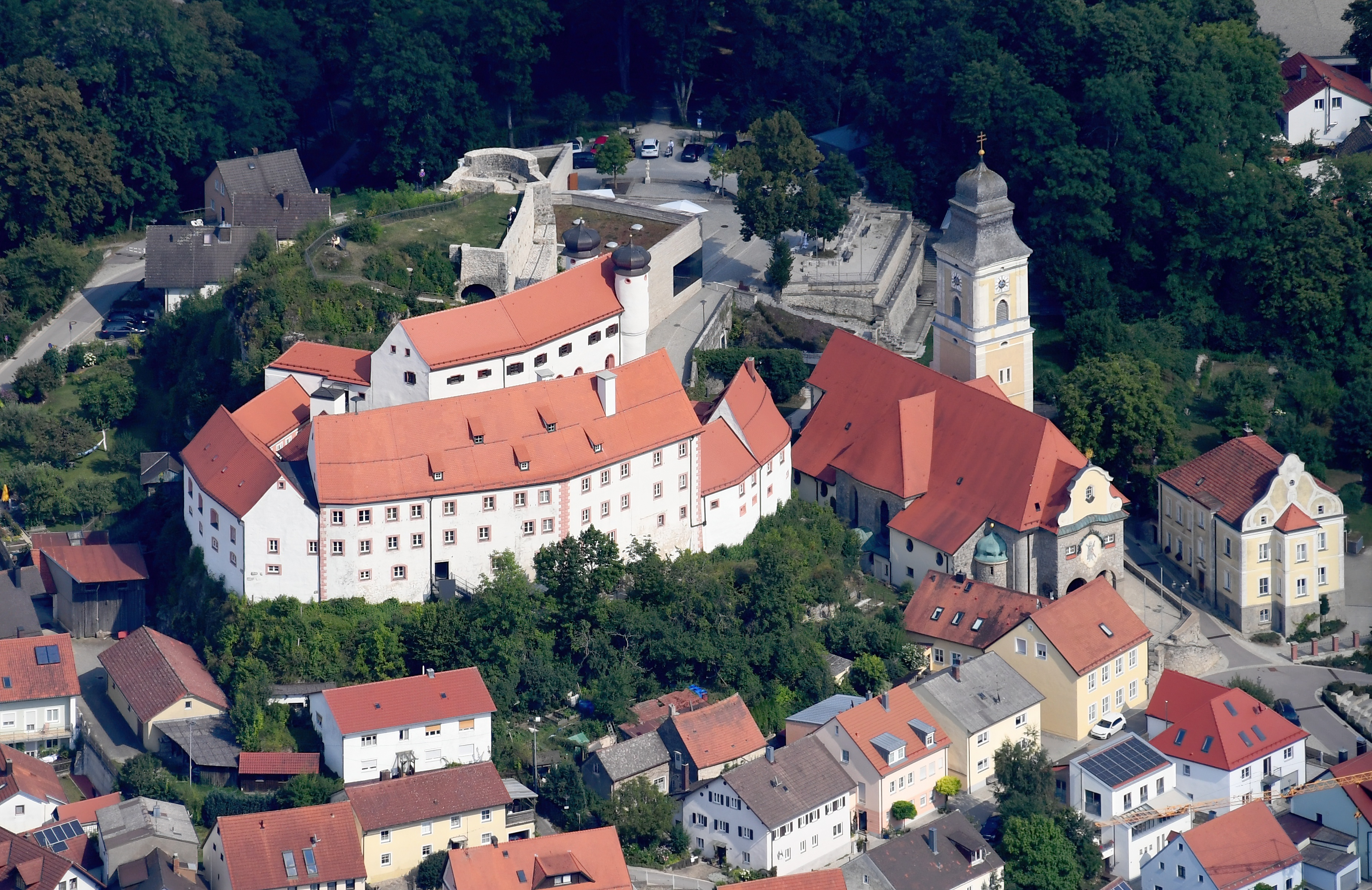
Ansicht der Burg Parsberg
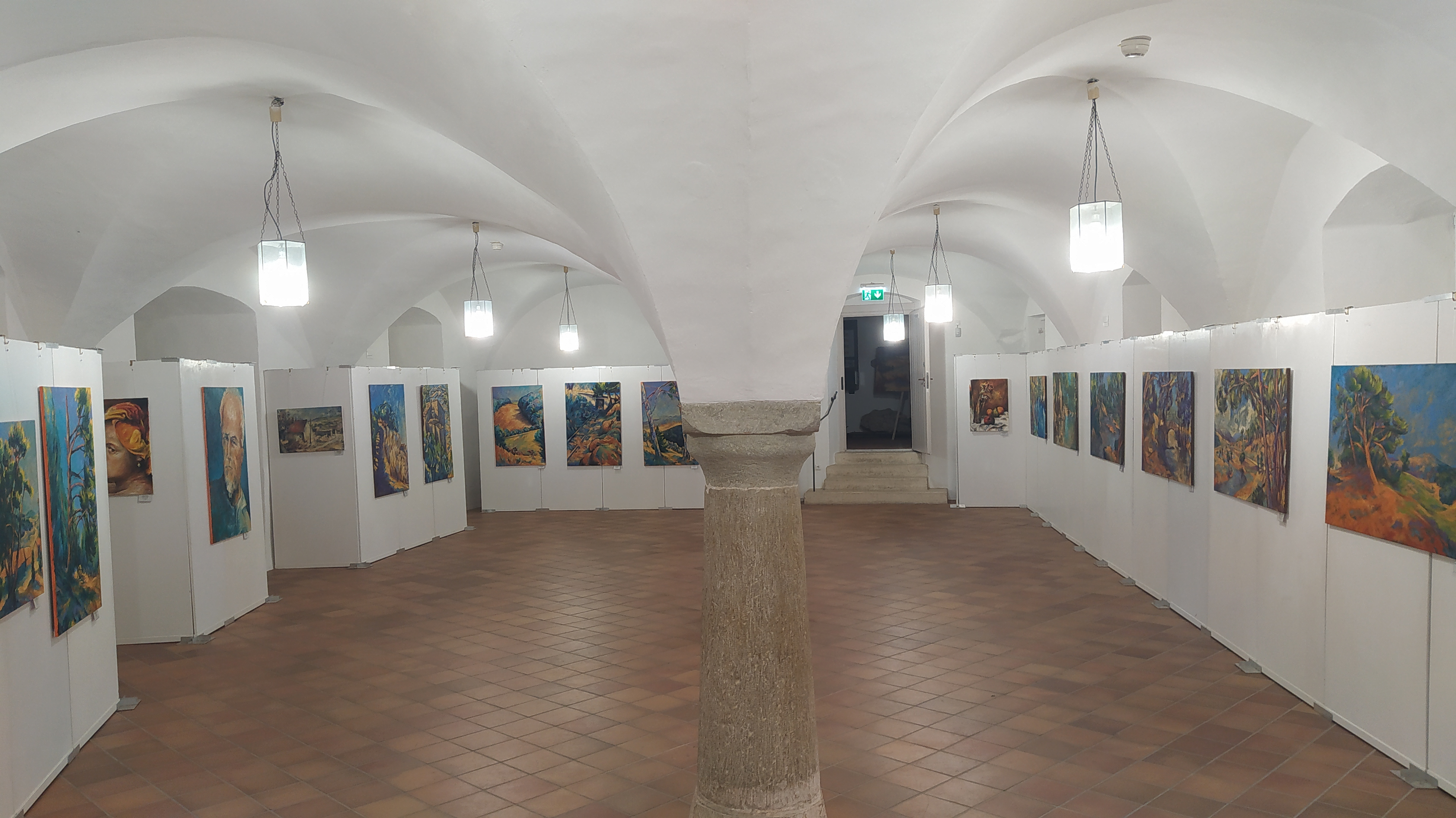
Burgmuseum Säulensaal
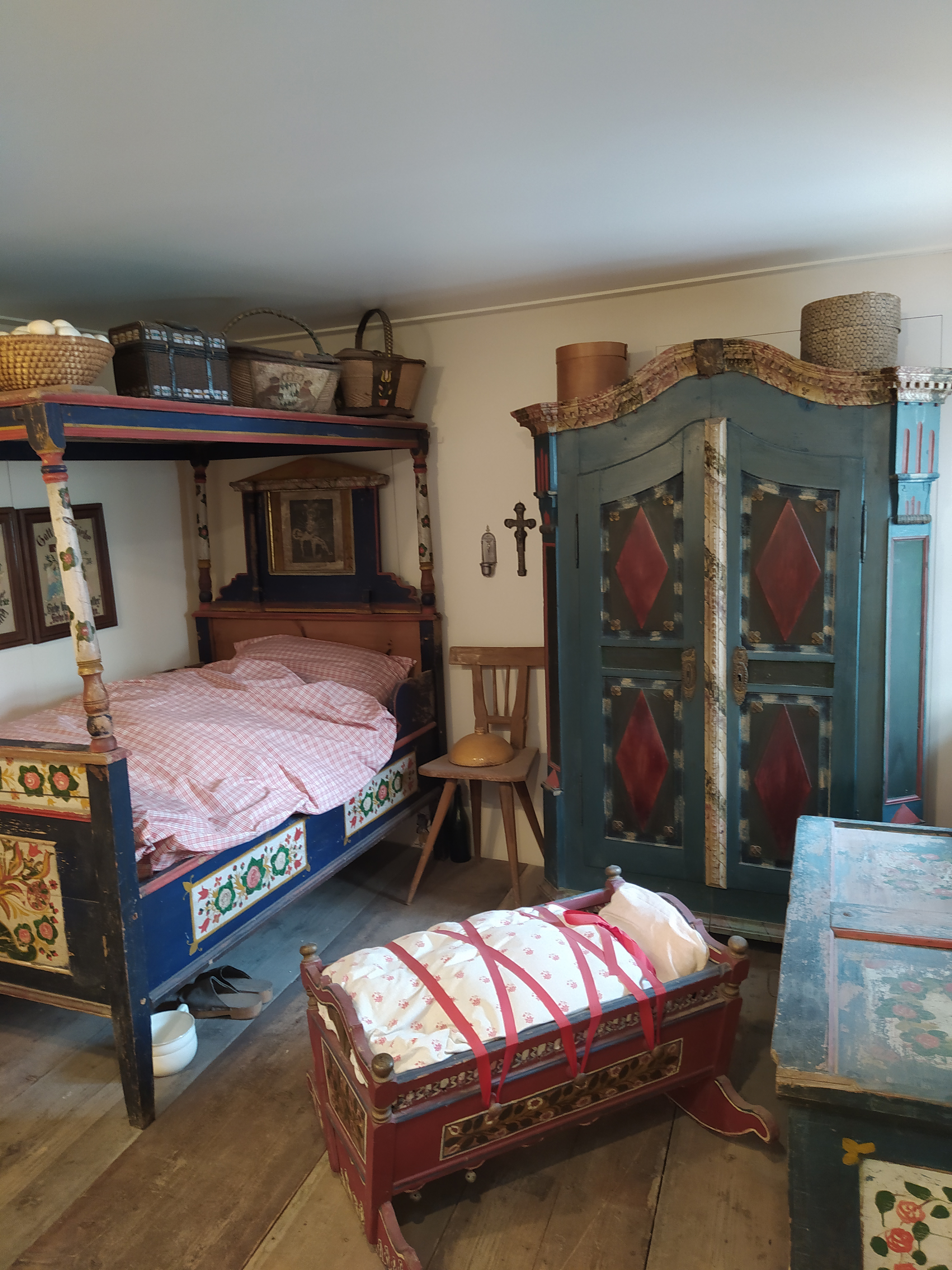
Historisches Schlafgemach eines Bauernhauses
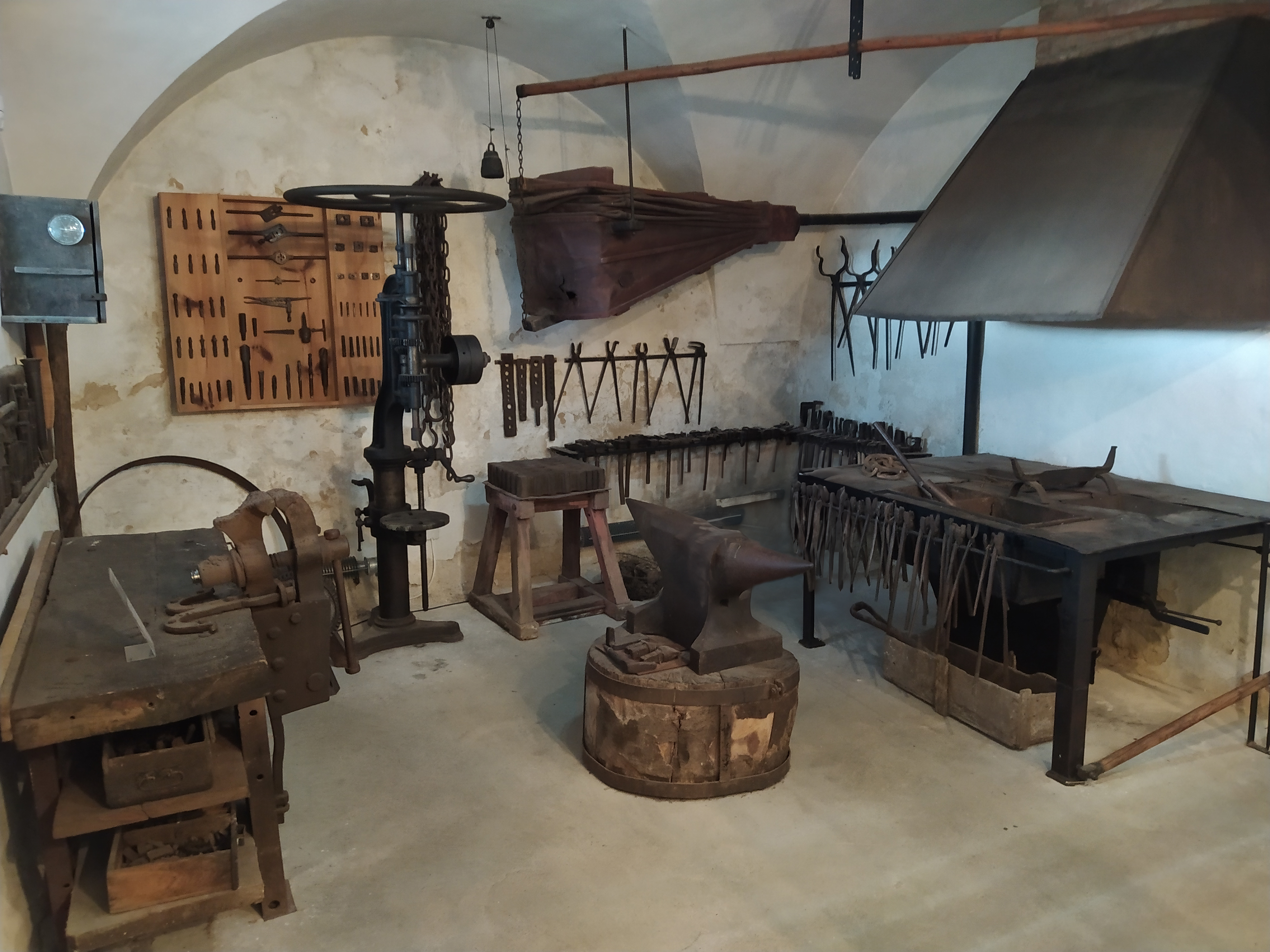
Die alte Schmiede
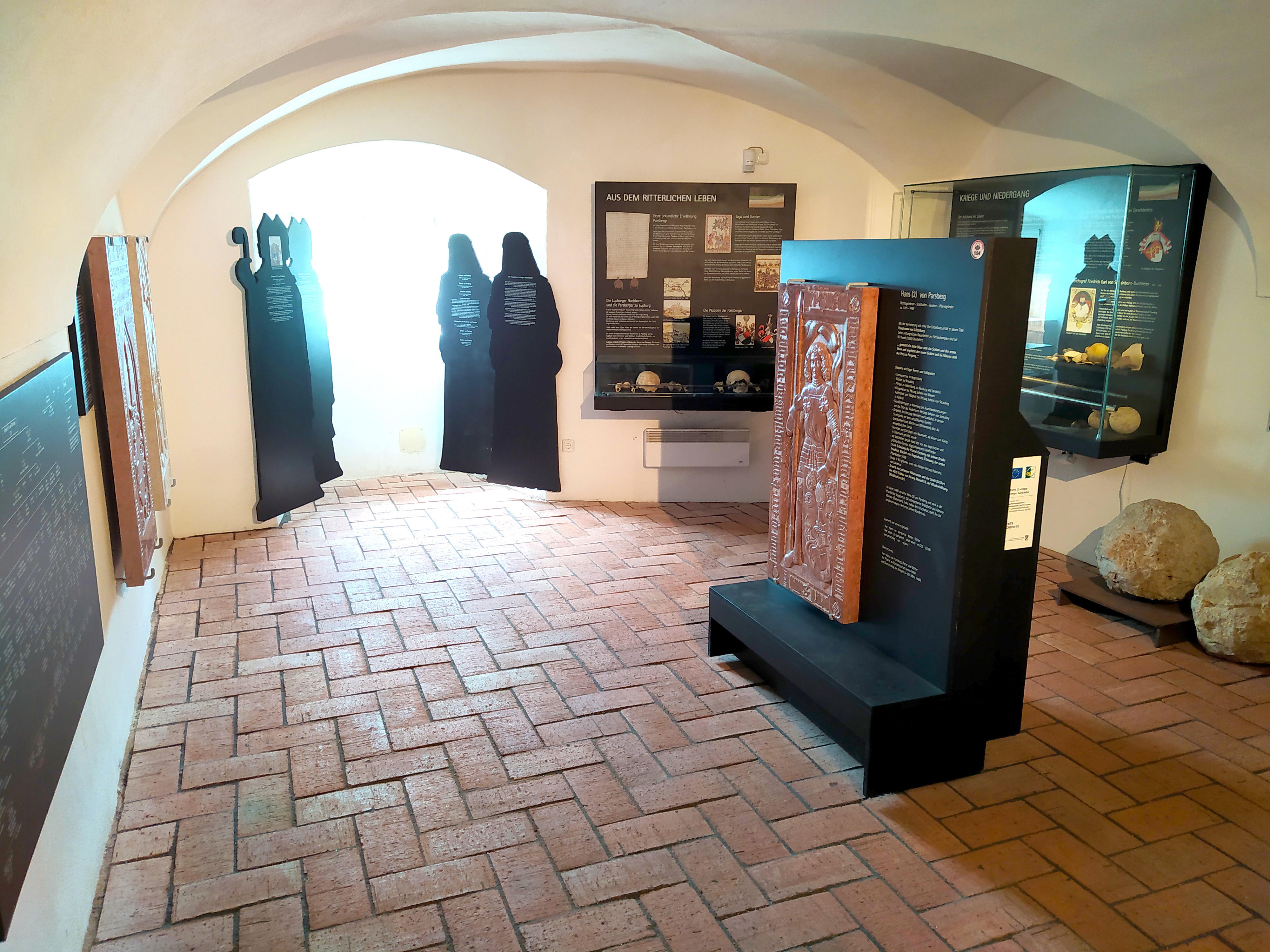
Ausstellung „Herren von Parsberg“
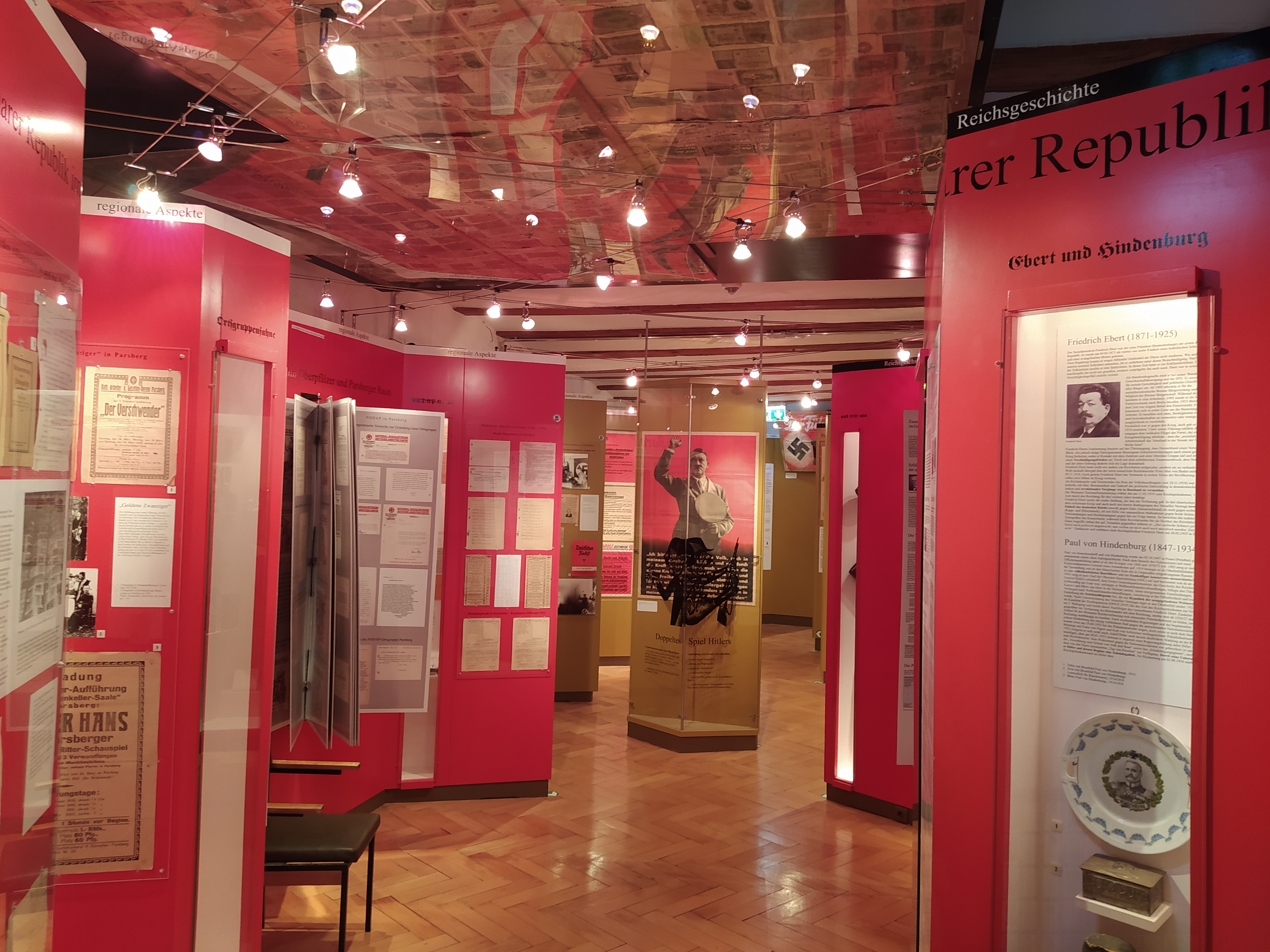
Ausstellung „Nationalsozialismus am Land“